# Kilometerheffing (Nederland)
De kilometerheffing in Nederland was een plan voor het invoeren van een financiële heffing voor gemotoriseerd verkeer op basis van het aantal gereden kilometers. Het tarief per gereden kilometer zou afhangen van het tijdstip (spits/nacht) en de locatie waarop gereden wordt. Zo kan het gebruik van drukke wegen op drukke momenten worden ontmoedigd. De heffing kan verder gedifferentieerd worden naar verbruik en uitstoot van verschillende voertuigen, om zo milieuvriendelijkere voertuigen te stimuleren.
Voor het opleggen van een kilometerheffing moet de overheid beschikken over gegevens ten aanzien van het aantal gereden kilometers per voertuig. De introductie werd voorzien na 2012, maar werd gestopt door het kabinet-Rutte-I. Ook volgens het Regeerakkoord 2012 komt er geen kilometerheffing.

## Geschiedenis
Al in 1993 werd er over kilometerheffing in Nederland gesproken. Toentertijd werd echter de benaming 'spitsvignet' gebruikt.

## Tolwegen versus kilometerheffing
Een effectieve manier om het gebruik van wegen op drukke momenten te ontmoedigen is door gebruik te maken van tolwegen. De gebruiker betaalt zo op directe wijze om er gebruik van te mogen maken. Het gebruik van tolwegen is een goede maatregel tegen te drukke wegen. Het is echter geen maatregel tegen te veel gereden kilometers als milieumaatregel. De mogelijke invoer van tolwegen in de Randstad wordt met name door inwoners van Noord-, Oost- en Zuidwest Nederland wel gezien als een betere en meer eerlijke manier van oplossing van verkeersproblemen. In Noord-, Oost- en Zuidwest-Nederland zijn geen of nauwelijks verkeersopstoppingen en moet men sowieso al tol betalen voor bijvoorbeeld de Westerscheldetunnel. Bovendien is het vervangende openbaar vervoer in deze gebieden minder goed geregeld of in veel gevallen zelfs afwezig. De aanwezige verkeersproblemen in Noord-, Oost- en Zuid-Nederland zijn veelal het gevolg van uitstel van investeringen in verkeersmaatregelen, zoals verbreding van wegen, het aanleggen van verkeersrotondes of van kunstwerken.

## Brandstofaccijns als kilometerheffing
Brandstofaccijns kan ten dele vergeleken worden met het principe van kilometerheffing, een van de doelen van de kilometerheffing is immers het "eerlijker" belasten van de autogebruiker. Het stelt de overheid in staat om niet alleen per tijdstip maar ook per gebruik te belasten, aangezien de brandstof per definitie wordt verbruikt naarmate meer (kilometers) en onzuiniger (onzuinige auto's) gereden wordt. In deze accijns zit dus al een milieu-instrument ingebouwd. Het loont immers zowel om zuiniger te rijden als om een zuinigere auto te kopen. De benzineaccijns zou beter als vervanger van door het huidig kabinet voorgestelde CO2-afhankelijke-BPM gezien kunnen worden. Op deze manier wordt een eigenaar van een vervuilende jeep die deze 2x per jaar gebruikt immers minder belast dan de eigenaar van de hybride auto die echter 150.000 kilometer per jaar rijdt.
Het ultieme doel van kilometerheffing is echter het verbeteren van de bereikbaarheid. Vandaar dat de benzineaccijns niet gezien kan worden als volledige vervanger van de kilometerheffing omdat het systeem niet centraal gestuurd en afhankelijk van het tijdstip meer of minder kan gaan belasten van de automobilist.
Een brandstofaccijns kan omzeild worden door in het buitenland te gaan tanken (en wellicht inventief extra brandstof mee terug nemen voor zichzelf dan wel mogelijkerwijs verhandelen) als het buitenland niet eenzelfde brandstofaccijns gaat invoeren.

## Kritiek op kilometerheffing
Het argument dat de files korter zouden worden, zodat er reistijdwinst is, is omstreden. In Nederland, maar ook in andere Europese landen, heeft de enorme stijging in de brandstofprijzen niet kunnen voorkomen dat de filedruk vooral rond de grote steden flink is toegenomen. De achterliggende reden zou kunnen zijn dat de werknemers nu eenmaal naar hun werk moeten reizen, hoe zwaar een overheid dit ook belast. Hieraan draagt bij dat openbaar vervoer vaak geen sluitende oplossing biedt en verhuizen vaak geen optie is (gezin, beschikbaarheid van woningen, grondprijs, rust, persoonlijke voorkeur, groenvoorzieningen). Ook bestaat het risico dat door het goedkoper wordende autobezit het binnenstedelijk verkeer toeneemt doordat het aantal kilometers daar gering is.

## Alternatieven voor kilometerheffing
Er bestaan veel alternatieve systemen om mobiliteit te beprijzen. De belangrijkste zijn:
- Cordonheffing: de automobilist betaalt een bedrag bij de toegang tot een cordon, zoals een ringweg, of wanneer hij zich op wegen binnen dit cordon begeeft;
- Verblijfs- of gebiedsheffing: de automobilist betaalt een bedrag bij de toegang tot een gebied, of bij verblijf in een gebied. Het verschil met een cordonheffing is dat bij een verblijfs- of gebiedsheffing ook betaald moet worden als zij al binnen het gebied zijn;
- Corridorheffing: de automobilist betaalt voor het gebruik van een deel van de weg, dus voor een bepaald aantal kilometers;
- Congestieheffing: het bedrag dat de automobilist moet betalen is afhankelijk van de plaats en/of tijd waarop gereden wordt en kan tevens oplopen naarmate het verkeer op dat moment op die plaats toeneemt;

In Nederland zijn deze vormen nog niet geïntroduceerd. De congestie- of spitsheffing wordt waarschijnlijk gecombineerd in het heffingsplan, maar zal pas later worden ingevoerd boven op de kilometerheffing.

#### Ambitie van Nederlandse politieke partijen
Tijdens de campagnes van de Tweede Kamerverkiezingen 2012 blijkt dat rekeningrijden nog steeds door enkele partijen als oplossingsrichting gezien. De partijen: PvdA, SP, D66, GroenLinks en ChristenUnie hebben dit als zodanig opgenomen in hun verkiezingsprogramma. Doorrekening van het CPB laat zien dat deze maatregel in combinatie van extra investeringen in openbaar vervoer van grote invloed is op de bereikbaarheid en filedruk in Nederland.